# Maria Fröhlich
Maria Funmi Fröhlich, född den 19 november 1987, är en svensk illustratör, serietecknare och barnboksförfattare . 
Hon har illustrerat bilderböcker i samarbete med författare som Sara Bergmark Elfgren och Johanna Berg, men sedan 2021 även givit ut egna bilderböcker för barn. På den amerikanska marknaden debuterade hon som illustratör 2013, med en serie baserad på Neil Gaimans novell The man who forgot Ray Bradbury. Hon har även tecknat för Marvel, med debut i antologin MARVEL OF WOMEN #1 (2021), där hon illustrerade Gamora från Guardians of the Galaxy.
Förutom sin verksamhet som författare och illustratör undervisar Maria Fröhlich i illustration, bland annat på Konstfack. Hon har från 2022 uppdrag i Svenska Barnboksakademin, samt från 2024 plats i juryn för ALMA-priset, Astrid Lindgren Memorial Award.